# Rheden (Nedersaksen)
Rheden is een dorp en voormalige gemeente in de Duitse deelstaat Nedersaksen. De gemeente, waartoe ook de naburige dorpjes Heinum en Wallenstedt behoorden,  maakte deel uit van de Samtgemeinde Gronau (Leine) in het Landkreis Hildesheim. Rheden werd per 1 november 2016 toegevoegd aan de gemeente Gronau (Leine). Rheden en de relatief onbelangrijke dorpen Heinum en Wallenstedt zijn sedertdien drie gelijkwaardige Ortsteile van Gronau.

## Inwonertal, oppervlakte

### Inwonertal
Rheden zelf telde in november 2016 570 inwoners; Heinum 166, en Wallenstedt 299; totaal voormalige gemeente Rheden 1.035 personen. Nadien wordt in de gemeente Gronau (Leine) alleen nog een bevolkingsstatistiek voor het gemeentetotaal bijgehouden, dus niet meer per dorp uitgesplitst.

### Oppervlakte, in vierkante kilometers
Rheden zelf (huidig Ortsteil) 8,13; Heinum 3,31; Wallenstedt 4,47; totaal voormalige gemeente 15,91.

## Wapens
Het wapen van Rheden (zie kader) bevat een lintworm. Dit draakachtige wezen wordt geduid als: bewaarder van het vaderlijk erfgoed.

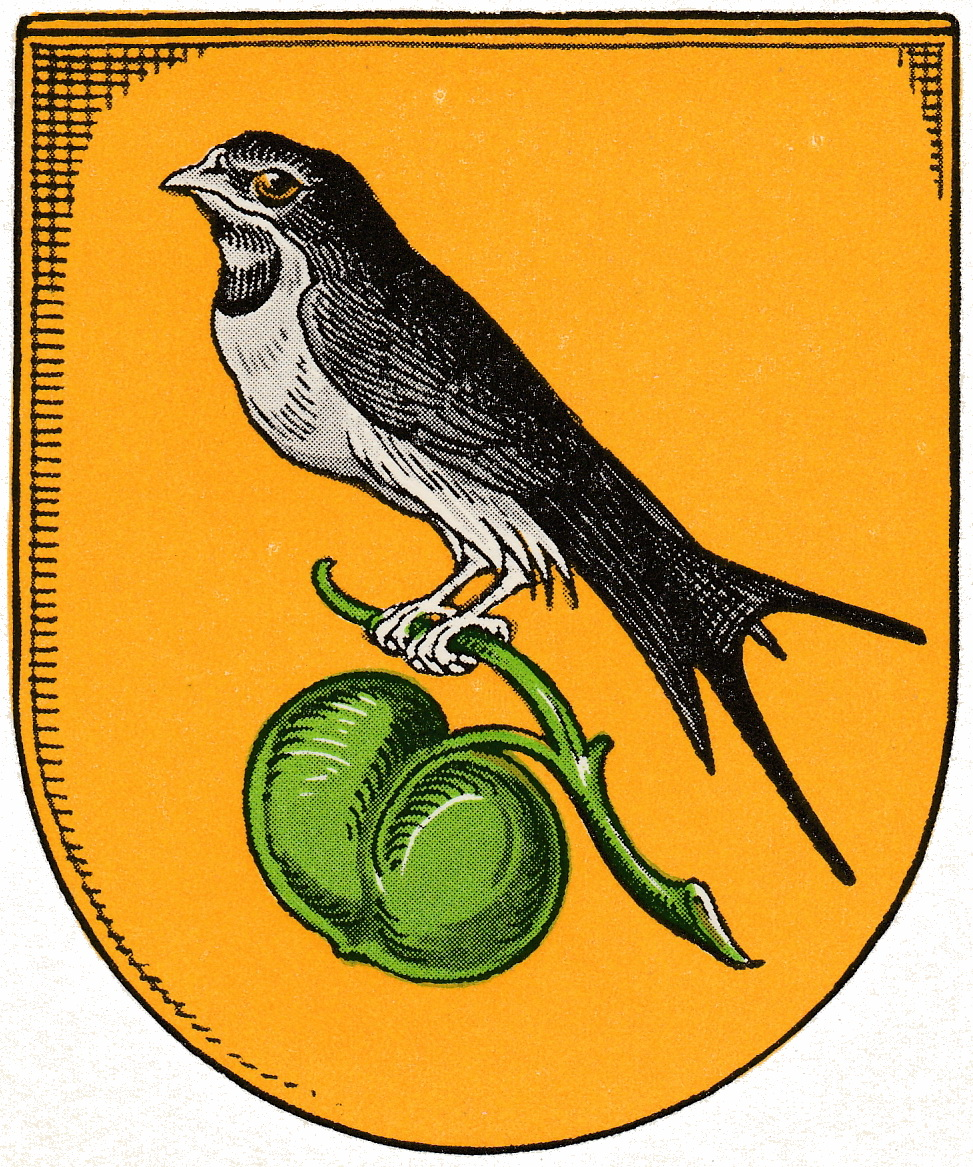
Wapen Heinum
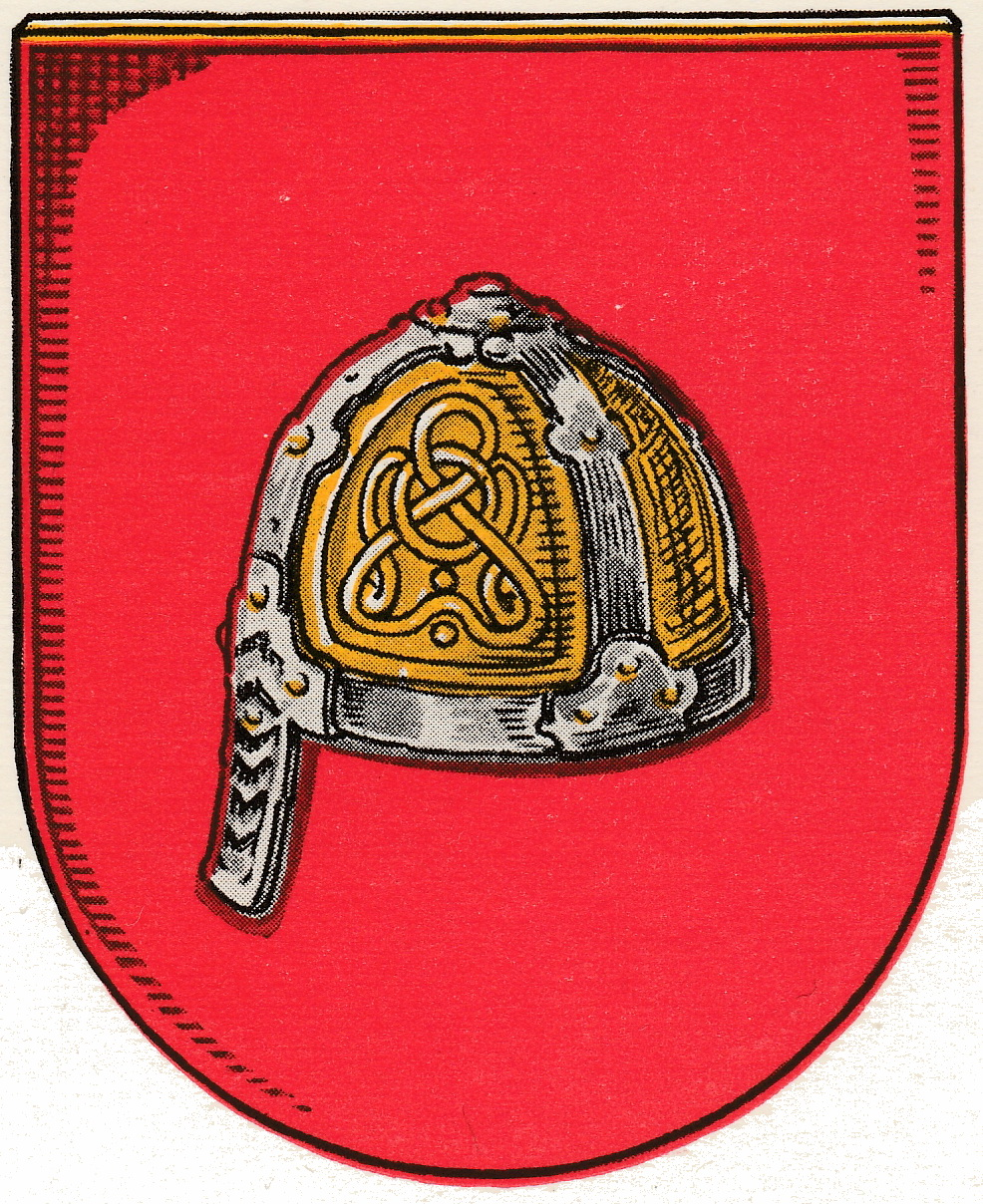
Wapen Wallenstedt

Alle drie de wapens zijn in 1938 of 1939 officieel vastgesteld.

## Ligging, infrastructuur

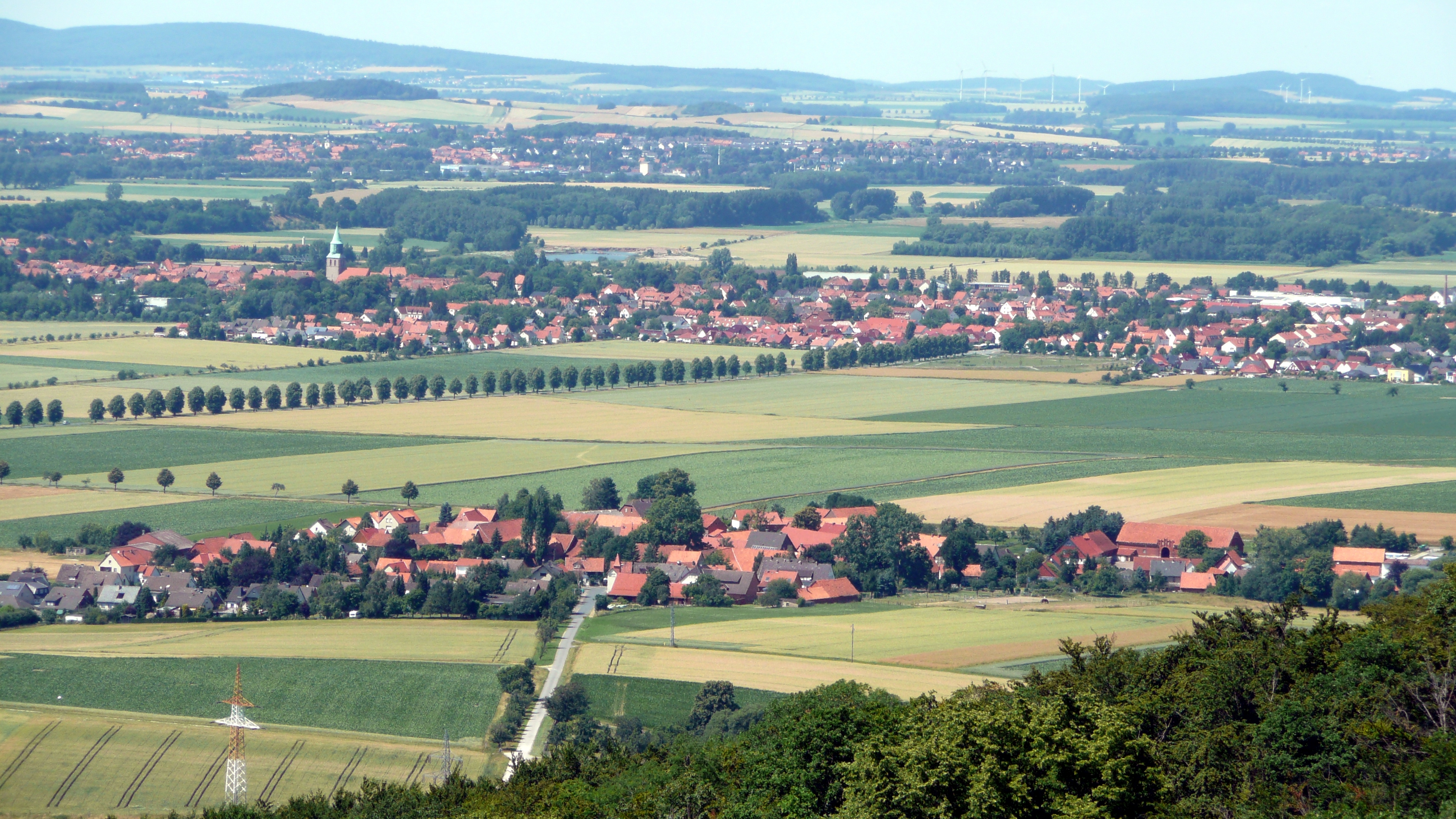
Op de voorgrond Wallenstedt vanuit het zuidoosten; midden: Gronau (Leine); op de achtergrond Elze

Rheden ligt slechts ongeveer 3 kilometer ten zuiden van Gronau (Leine) zelf en is door een 2 km lang fietspad verbonden met Banteln, ten westen van het dorp. Vanaf Station Banteln kan men de stoptrein naar Hannover of Göttingen nemen.
Wallenstedt en Heinum liggen respectievelijk  1½ en 3 kilometer ten noordoosten van Rheden. Iets verder oostelijk ligt het dorp Eberholzen, deel van de Samtgemeinde Sibbesse.

## Gasopslag
In  uit 2022 daterende berichten van enige Duitse kranten, wordt vermeld, dat  de grote ondergrondse aardgasopslagruimte van de firma WINGAS, een dochteronderneming van het Russische Gazprom-concern, zich te Rheden bevindt. Dit is onjuist; dit moet Rehden zijn.

## Bezienswaardigheden, sport, recreatie
- De drie dorpen liggen fraai aan de noordrand van de heuvelrug Sieben Berge, die tot het Leinebergland behoort. Hier zijn goede mogelijkheden voor wandeltochten, terwijl er ook enige fietsroutes door de streek lopen. Het zweefvliegterrein „An den Sieben Bergen“ ligt ruim 1 km ten zuidoosten van Wallenstedt en op 1½ km ten oosten van Rheden, aan de noordflank van de Sieben Berge.
- Rheden heeft aan de zuidkant van het dorp een zeer fraai gelegen, 18-holes-golfterrein.
- De evangelisch-lutherse dorpskerk van Rheden, gewijd aan Cosmas en Damianus, dateert gedeeltelijk uit het begin van de 13e eeuw. Het onderste deel van de toren is wellicht zelfs 12e-eeuws. Het kerkje is grotendeels gebouwd in romaanse stijl. Het interieur is overwegend 18e-eeuws (barok).
- Rheden heeft al eeuwenlang een kasteel. In 1722 werd een gedeelte van het huidige gebouwencomplex gebouwd. Omstreeks 1900 werd het gebouw zeer ingrijpend verbouwd en uitgebreid. Kasteel en tuin zijn privé bewoond en dus niet voor publiek toegankelijk. Een gedeelte van het kasteelterrein is voor de aanleg van het golfterrein verpacht aan de plaatselijke golfvereniging GC SiebenBerge.

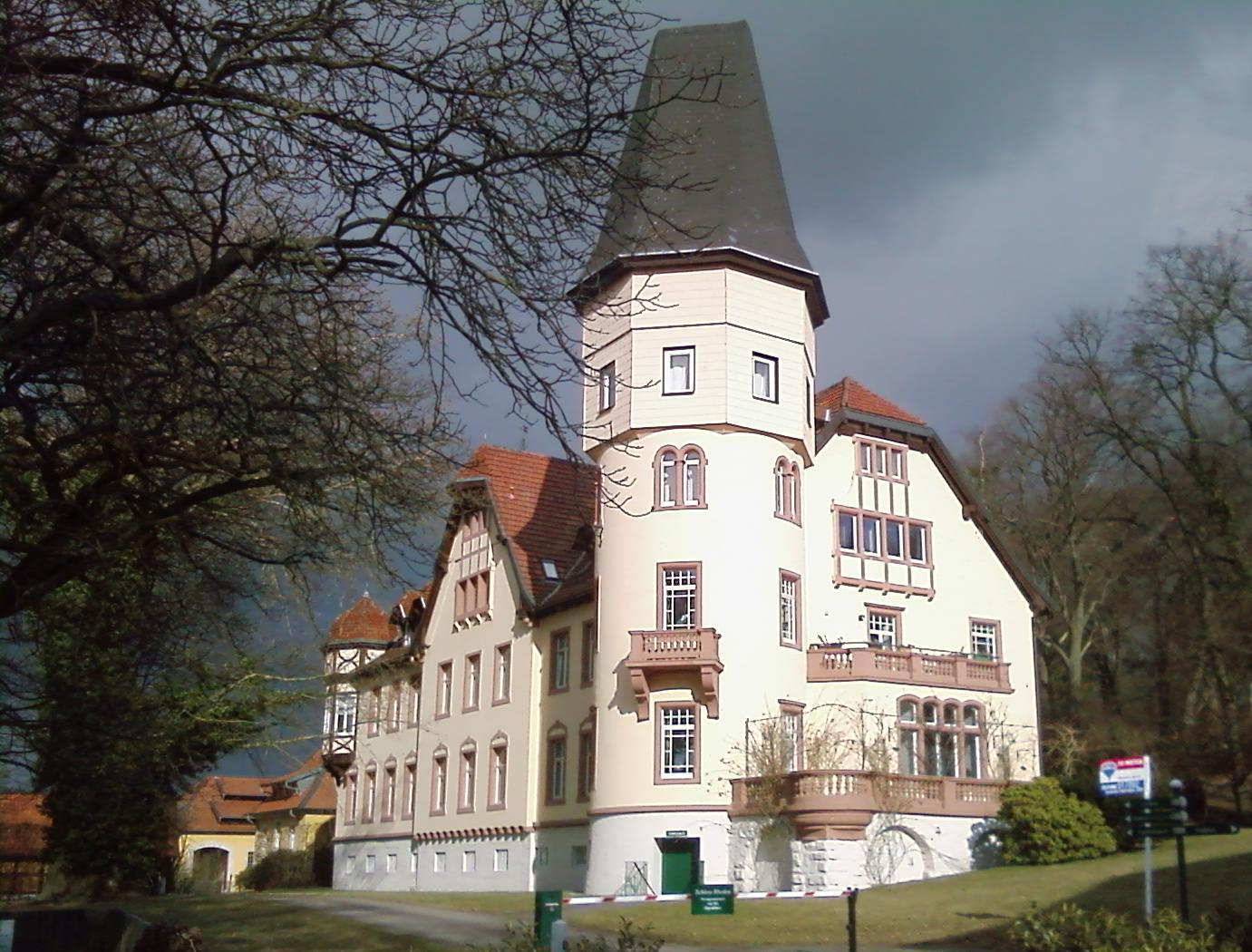
Kasteel Rheden
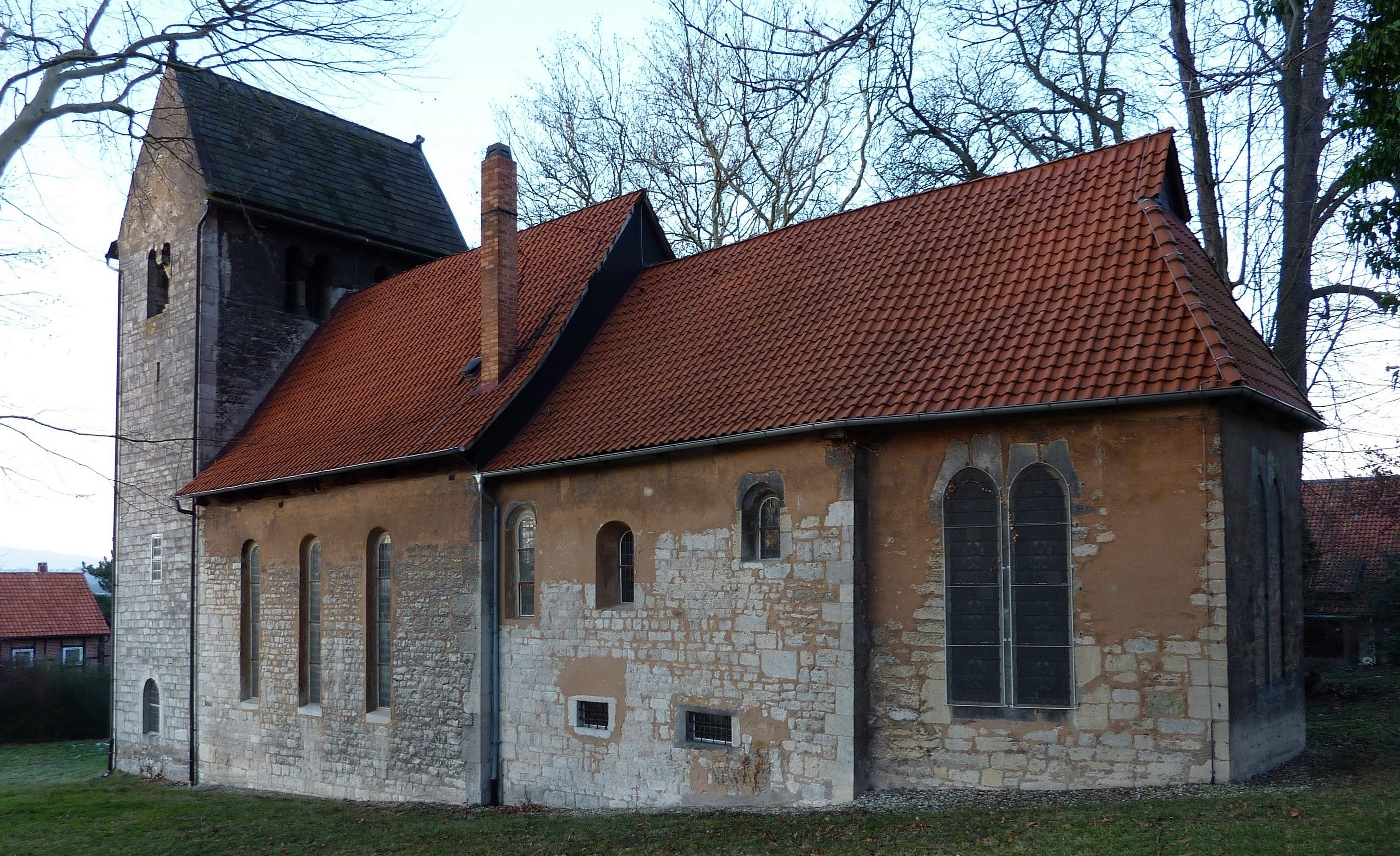
De Cosmas- en Damianuskerk te Rheden